# ویلیام بوری (بازیکن فوتبال)
ویلیام بوری (انگلیسی: William Bury; Q3 1864 – ۱۹۳۹ (۷۴−۷۵ سال)) بازیکن فوتبال اهل بریتانیا بود.
از باشگاه‌هایی که در آن بازی کرده‌است می‌توان به باشگاه فوتبال پادیام و باشگاه فوتبال برنلی اشاره کرد.